# Ibicuitinga
Ibicuitinga là một đô thị thuộc bang Ceará, Brasil. Đô thị này có diện tích 424,242 km², dân số năm 2007 là 11075 người, mật độ 26,11 người/km².